# Jean de Chateaumorand
Jean de Chateaumorand (seconda metà del XIV secolo – dopo il 1403) è stato un militare francese.
Nel 1398, sotto il comando del maresciallo di Francia Jean II Le Meingre e per ordine del re di Francia Carlo VI, fu inviato in aiuto dell'imperatore bizantino Manuele II Paleologo, che aveva la sua capitale assediata dai Turchi ottomani. 
Jean de Chateaumorand era il comandante in seconda del corpo di spedizione di 1.200 uomini, custode di 12.000 franchi aurei da consegnare all'imperatore. I francesi arrivarono a Costantinopoli nel 1399, riuscirono a rompere il blocco ottomano e ad entrare in città.
Su consiglio di Jean le Maingre, Manuele si recò a Parigi a richiedere altri aiuti, ma la situazione migliorò, in quanto il sultano ottomano Bajazet I fu sconfitto e catturato nella battaglia di Ancyra (1402) da Tamerlano: ciò portò l'impero ottomano ad una lunga guerra di successione (1402-1413).
Jean Le Meingre lasciò il comando a Jean de Chateaumorand, che rimase con 300 uomini a Costantinopoli, per così dirigersi a richiamare Manuele, visto che il pericolo era svanito. Dopo questo fatto non abbiamo più notizie di Jean de Chateaumorand, che però sicuramente tornò in patria.